# Ганжевская улица
Ганжевская улица (укр. Ганжівська вулиця) — улица в Деснянском районе города Чернигова. Пролегает от улицы Андреевская до улицы Терентия Кореня, исторически сложившаяся местность (район) Ганжевщина. Улица полностью расположена на линии трассировки проспекта Победы с реконструкцией усадебной застройки под многоэтажную жилую застройку, согласно «Генеральному плану Чернигова».  
Примыкает улица Хельсинкского союза (Ломоносова).

## История
Борисовская улица была проложена в 1890-е годы землевладельцем Андреем Ганжой на своей земле, наряду с другим четырьмя (Андреевская, Петровская, Софиевская, Юрьевская). Была застроена индивидуальными домами в начале 20 века.
В 1940 году Борисовская улица переименована на улица Артёма — в честь русского революционера «товарища Артёма» Фёдора Андреевича Сергеева.
После Великой Отечественной войны на месте разрушенных домов был возведён ряд новых индивидуальных домов. Длительный период на улице было расположено Черниговское лесничество. 
19 февраля 2016 года улица получила современное название — из-за расположенности в исторической местности Ганжевщина, согласно Распоряжению городского главы В. А. Атрошенко Черниговского городского совета № 54-р «Про переименование улиц города» («Про перейменування вулиць міста»)

## Застройка
Парная и непарная стороны улицы занята усадебной застройкой.  
Учреждения:
1. дом № 8 — Черниговская областная организация Всеукраинской организации инвалидов

Мемориальные доски:
1. дом № 8 — военным деятелям: генералу-хорунжему армии УНР Валийскому Аркадию и начальнику рекрутской дивизии Действующей Армии УНР 1919 года Ганже Петру Андреевичу